# محمد أليسباهيتش
محمد أليسباهيتش مواليد 24 نوفمبر 1987 في جمهورية يوغوسلافيا الاشتراكية الاتحادية، هو لاعب كرة قدم بوسني يلعب مع نادي سلوبودا توزلا، يجيد اللعب في مركز الوسط. مثّل منتخب البوسنة والهرسك لكرة القدم.

## المسيرة الاحترافية

### أندية لعب لها
- نادي دينامو زغرب
- نادي رييكا
- نادي ساراييفو
- النادي الأهلي (البحرين)
- نادي سلوبودا توزلا

## روابط خارجية
- محمد أليسباهيتش على موقع قاعدة بيانات كرة القدم.إي يو (الإنجليزية)
- محمد أليسباهيتش على موقع ناشيونال فوتبول تيمز (الإنجليزية)
- محمد أليسباهيتش على موقع Soccerway.com (الإنجليزية)
- محمد أليسباهيتش على موقع عالم كرة القدم.نت (الإنجليزية)
- محمد أليسباهيتش على موقع AS.com (الإسبانية)